# Apollo 7
Apollo 7 var den første bemandede mission i Apollo-programmet efter Apollo 1-ulykken. Mandskabet på tre mand blev sendt op den 11. oktober 1968 og kom ned elleve dage senere.
Månelandingsmodulet var ikke medbragt på Apollo 7, så Cunninghams Lunar Module Pilot-titel skyldtes udelukkende at astronauternes store ego'er forbød logiske titler som 2.- og 3.-pilot.
Alle besætningsmedlemmer var oprindeligt 'backup'-mandskab på den forulykkede Apollo 1 mission.

## Besætning
- Wally Schirra (Kaptajn)
- Donn Eisele (CM-pilot)
- Walter Cunningham (LM-pilot)